# Министарство иностраних послова Руске Империје
Министарство иностраних послова Руске Империје (рус. Министерство иностранных дел Российской империи) је било министарство одговорно за вођење спољне политике у Руској Империји.

## Историја
Министарство је основано „Манифестом о установљењу министарстава“ (1802) кога је донио император Александар I Павлович. При оснивању министарства, Колегијум иностраних послова Руске Империје (постојао је до 1832) потпао је под надлежност министра иностраних послова.
Именским указом „О образовању Министарства иностраних послова“ (1832) Колегијум иностраних послова је био укинут. Према указу, министарство се састојало од: Савјета, Азијатског департмана, Департмана спољних односа, Департмана унутрашњих односа и Департмана економских и рачунских послова, а такође и три главна архива — два у Санкт Петербургу и један у Москви. Године 1858. из надлежности министарства била је издвојена Церемонијална јединица, која је била премјештена у Министарство императорског двора.
Дана 22. маја 1868. био је утврђен нови закон о министарствима. Њиме је предвиђено да министарство руководи свим политичким односима с иностраним владама, да врши покровитељство над руском трговином и уопште руским интересима, да се брине о руским поданицима у иностранству итд.
Послије Октобарске револуције (1917), био је основан Народни комесаријат иностраних послова.